# Пазігійська різанина
23°00′14″ пн. ш. 95°55′14″ сх. д. / 23.0039° пн. ш. 95.9206° сх. д.
Різанина в Пазігі сталася 11 квітня 2023 року, коли військово-повітряні сили М'янми вбили щонайменше 165 людей у селі Пазігі, яке розташоване за 148 км на захід від Мандалая, другого за величиною міста М'янми. Військово-повітряні сили за допомогою винищувачів і гелікоптерів атакували великий натовп, який зібрався на відкриття місцевого офісу опозиційного руху.
Теракт у Пазігі став найбільш смертоносним нападом хунти з моменту захоплення влади в результаті державного перевороту 2021 року.

## Фон
1 лютого 2021 року збройні сили М'янми здійснили державний переворот і скинули демократично обраний уряд на чолі з Національною лігою за демократію. Незабаром після цього військові створили хунту, Раду державного управління (SAC), і оголосили надзвичайний стан. У відповідь мирні жителі по всій країні влаштували масштабні протести проти військового перевороту.